# Michael DePoli
Michael DePoli (10 de agosto de 1976) es un luchador profesional estadounidense, más conocido por el nombre artístico de Roadkill. DePoli es famoso por sus apariciones en Extreme Championship Wrestling y World Wrestling Entertainment.

## En lucha
- Movimientos finales
  - Amish Bomb[1][2] (Standing powerbomb)
  - Amish Splash[1][2] (Diving splash)
  - Barn Burner[1] (Fireman's carry cutter)

- Movimientos de firma
  - Dirt Road Slam[1] (Spinning side slam)
  - Running elbow drop[1]
  - Corner body avalanche
  - Diving leg drop, a veces a la nuca del oponente
  - Running clothesline
  - Scoop slam

- Mánager
  - Miss Congeniality
  - Elektra

- Apodos
  - "The Angry Amish Chicken Plucker"[2]

## Campeonatos y logros
- Extreme Championship Wrestling
  - ECW World Tag Team Championship (1 vez) - con Danny Doring[3]

- Ohio Valley Wrestling
  - OVW Southern Tag Team Championship (1 vez) - con Kasey James[4]

- Pro-Pain Pro Wrestling
  - 3PW World Heavyweight Championship (1 vez)[5]